# Moergestel
Moergestel – holenderska wieś w prowincji Brabancja Północna, w gminie Oisterwijk. W pobliżu przebiega autostrada A58. Moergestel zamieszkuje około 5800 osób.